# Aberdeen (Washington)
Aberdeen è una località degli Stati Uniti d'America, nella contea di Grays Harbor, nello Stato di Washington. La città è nota per essere la città natale di  Kurt Cobain, frontman dei Nirvana, di Bryan Danielson, wrestler statunitense e di Robert Motherwell, pittore esponente dell'espressionismo astratto.

## Geografia
È situata a circa 60 km a nord di Portland sull'estremo orientale della baia di Grays Harbor che si affaccia sull'Oceano Pacifico e conta circa 16 500 abitanti.

## Storia
La fondazione della città risale all'epoca (XIX secolo) della costruzione delle linee ferroviarie nell'ovest degli Stati Uniti, quando la cittadina era un importante snodo ferroviario.